# Winnyćki Chutory
Winnyćki Chutory (ukr. Вінницькі Хутори) – wieś na Ukrainie, w obwodzie winnickim, w rejonie winnickim. W 2001 liczyła 6770 mieszkańców, spośród których 6596 posługiwało się językiem ukraińskim, 156 rosyjskim, 2 bułgarskim, 4 białoruskim, 10 ormiańskim, 1 gagauskim, a 1 innym.